# 구평공산당

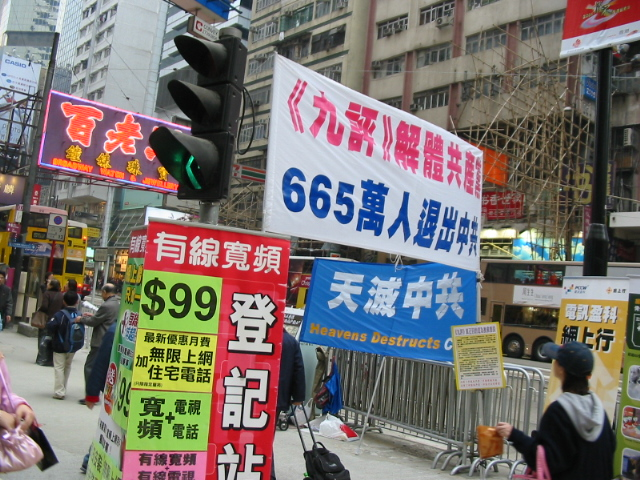
홍콩에 내걸린 구평, 퇴당(九評, 退黨) 현수막

구평공산당(중국어 간체자: 九评共产党, 정체자: 九評共産黨, 병음: Jiǔpíng Gòngchǎndǎng 주핑궁찬당[*], 영어: Nine Commentaries on the Communist Party)은 미국의 파룬궁 계열 매체인 에포크타임스가 중국 공산당을 9가지 내용으로 비판한 중국어 책이다.
2004년 11월 18일 에포크타임스가 사설 형식으로 발표하였으며 중국도 옛 소련이나 동유럽 국가들처럼 공산당이 해체될 것이라고 주장한다. 평론의 구성 방식은 《인민일보》가 1963년 9월 6일부터 1964년 7월 14일까지 소련 공산당을 9가지 내용으로 비판한 사설인 《구평소공》(九評蘇共)을 차용한 것이다. 이 사설은 중국어로 발간된 이래 영어, 일본어, 한국어 등 여러 언어로 번역되었다.

## 구성
- 1평 《공산당이란 무엇인가》
- 2평 《중국 공산당은 어떻게 일어섰는가》
- 3평 《중국 공산당의 폭정(暴政)》
- 4평 《공산당은 반(反)우주적 힘》
- 5평 《장쩌민과 중공(中共, 중국 공산당)이 서로 이용하여 파룬궁을 박해》
- 6평 《중국 공산당의 민족 문화 파괴》
- 7평 《중국 공산당의 살인 역사》
- 8평 《중국 공산당의 사교(邪敎, 컬트) 본질》
- 9평 《중국 공산당의 깡패 본성》

## 같이 보기
- 에포크타임스